# Мехмед Рашид паша
Мехмед Рашид паша (1824–15 юни 1876) е османски държавник, служил като валия на Сирийския вилает през 1866–1871 г. и като министър на външните работи на османското правителство през 1873–1874 г. и  от 1875 г. до смъртта си. Рашид паша е израснал в Египет, където баща му е бил помощник на губернатора Мохамед Али и получава образование в Париж, преди да се присъедини към държавна служба в Истанбул през 1851 г. Там той става протеже на великия везир Али паша, ключова фигура в танзиматските реформи в цялата империя. След като последният е преназначен за велик везир през 1866 г., Рашид паша е назначен за губернатор на сирийския вилает с център Дамаск, който се простира от Триполи и Хама на север до Палестина и Трансйордания на юг.
Като губернатор, Рашид паша въвежда многобройни административни реформи, включително създаването на общинските съвети на Дамаск и Бейрут, сирийския провинциален съвет и сирийския парламент, като същевременно подисгурява само за местни лица длъжността емир ал-хадж (комендант на годишния керван за хадж). Той стартира множество проекти за благоустройство, разширявайки значително пътната и телеграфната мрежа на Сирия. Рашид паша се стреми да въведе ред в хаотичните закони за собственост на земята в Сирия и насърчава частните покупки на държавна земя, което в крайна сметка облагодетелства градския елит и е в ущърб на селяните. Основната му цел е да интегрира Сирия и нейния хинтерланд в Османската държава след дълъг период на привидна автономия и имперско пренебрежение. За тази цел той стартира военни кампании в доминирания от алауити крайбрежен район, в централната сирийска степ и южните равнини Хауран и Балка, както и във всички селски региони, които дълго време са се съпротивлявали на османското данъчно облагане и военнонаборна служба. За разлика от своите предшественици, Рашид паша успешно способства и постига сътрудничеството на взаимно враждебните мюсюлмански жители от равнините, друзите-планинци и бедуинските племена, подтигайки това чрез справедливо разпределение на ресурсите и задълженията между тях, като същевременно не спира да поддържа силно военно присъствие сред тях. Той смята своята стратегия за необходима за просперитета на региона и организира местната съпротива срещу увеличаващите се европейски търговски посегателства към доходоносната сирийска търговия със зърно.
Едновременно с уволнението на Али паша като велик везир през 1871 г. Рашид паша е освободен от губернаторството на Сирия. Две години по-късно той е назначен за министър на планирането, преди промяна в кабинета през същата година да го направи министър на външните работи. Той е сменен през май 1874 г. и е изпратен във Виена като османски посланик в Австро-Унгария. Въпреки това, той е преназначен за министър на външните работи през ноември 1875 г. Рашид паша продължава да работи в това министерство, докато не е застрелян от недоволния офицер Хасан бей по време на заседание на кабинета в дома на Мидхат паша. Очевидната цел на Хасан бей е военният министър Хюсеин Авни паша, който също е убит.

## Ранен живот и кариера
Рашид паша е роден в Египет през 1824 г. Баща му, етнически турчин от Драма в Македония, е служил в двора на могъщия управител Мохамед Али Кавалъ. По-късно, през 1844 г., Рашид е изпратен да учи в Париж като част от годишна образователна мисия от Египет до Франция. След завършване на образованието си през 1849 г. Рашид се завръща в Египет си две години по-късно последва баща си и други османски египетски служители в османската столица Истанбул.
В Истанбул Рашид става протеже на великия везир Мехмед Али паша, османски държавник и реформатор, участващ в установяването на реформите на Танзимата в цялата империя.  Според историка Лейла Хъдсън владеенето на арабски и френски език от Рашид е „ключово за неговия напредък“. Той постъпва на имперска служба и през годините заема различни провинциални постове. Подобно на Мехмед Али паша, Рашид прекарва част от кариерата си в Бюрото за преводи на Министерството на външните работи.
Според историка Бутрус Абу-Мане, Рашид паша на сравнително млада възраст от 40 години е назначен за управител на централизирания в Измир вилает Смирна, ксто е споменаван като губернатор на Смирна още през 1862 г. През тази година той открива жп гара в град Айсалок, намиращ се на жп линията между Айдън и Измир. Станцията проправя пътя за превръщането на Айсалок в курортен град. 

## Губернатор на Сирия
В началото на лятото на 1866 г. разместване на властта във Високата порта довежда до преназначаването на ментора на Рашид паша Мехмед Али паша за велик везир; Мехмед Али паша е назначаван и уволняван от великото везирство през 1852, 1855–1856, 1858–1859 и 1861 г. Междувременно в Сирийския вилает, провинция с център Дамаск, губернаторът Асад Мухлис паша анулира договорите за доставка на зърно на провинцията с европейските търговци и свързаните с тях местни изпълнители и нарежда реколтата от зърно да бъде пренасочена към държавните складове; зърното е основната доходна култура на Сирия. Разгневени, европейските консули настояват Асад Мухклис паша да бъде уволнен. През август 1866 г. Мехмед Али паша утвърждава и назначава Рашид паша вали на Сирия.

### Реорганизация и реформи
Сирийският вилает е образуван през 1865 г., обединявайки еялетите Дамаск и Сидон. Провинцията се простира от Триполи и Хама на север до Палестина и Трансйордания на юг,  но изключва автономната планина Ливан Мутасарифат. Според историка Джон Спаньоло, Рашид паша е бил „възнамерен да съживи Османската империя“ и е бил „толкова ефикасен и богат на въображение при упражняването на функциите си, колкото е позволявало преобладаващото състояние на империята“, докато историкът Бутрус Абу- Мане отбеляза, че е "работил неуморно за интеграцията на провинциите". До 1868 г. Сирия е административно разделена на осем санджака (области от първо ниво) - Дамаск, Бейрут, Йерусалим, Триполи, Акре, Хама, Хауран и Наблус.
Рашид паша създава нов общински съвет в Дамаск и нов административен съвет за провинцията. За да се получи местна подкрепа за реорганизираната администрация, на няколко местни първенци от Дамаск са дадени постове в провинциалната администрация. Той реформира службата на емир ал-хадж (комендант на годишния керван за хадж до Мека), като увеличава заплатата на поста и гарантира, че само местни жители ще бъдат назначавани на тази служба. Знатни личности от Бейрут (бившата столица на Сидонския еялет), град Сидон и подокръзите Рашая, Хасбая и източната долина Бекаа подават жалби до Високата порта през октомври 1867 г., твърдейки, че техните интереси са били пренебрегнати от администрацията в Дамаск. Петициите са написани от бивши служители на Дауд паша, губернаторът на Ливанската планина, който се стреми да присъедини областите към своето губернаторство и може да е изиграл роля в петициите. Впоследствие Рашид паша посещава Сидон, за да изслуша местните оплаквания и да замени градския каймакам (управител на кааза (кадийство) или „окръг от второ ниво“). Рашид паша ръководи първия сирийски парламент (Majlis Suriye) в Бейрут през декември 1867 г. или януари 1868 г., по време на който четирима представители (двама мюсюлмани и двама немюсюлмани) от всеки санджак се събират, за да обсъдят нови търговски и инфраструктурни проекти и административни реформи. През 1868 г. той разрешава създаването на Общинския съвет на Бейрут.
В съответствие със Закона за земята от 1858 г. големи държавни площи в равнината Хауран и долината Бекаа са пуснати на търг. Рашид паша насърчава частните инвестиции в земя и се стреми бързо да регистрира актове, за да въведе ред в хаотичното състояние на поземлената собственост в Сирия. В преследването на тези цели той често подкрепя интересите на богати граждани срещу интересите на селяните. Като цяло, много от градските първенци, ухажвани от Рашид паша, нямат достатъчен капитал за масово придобиване на земя по време на неговия мандат и инвестициите в земя не се ускоряват до търговската депресия и селските кризи през 1870 г., когато той напуска поста си.

### Обществена дейност
Рашид паша стартира кампания за модернизиране на инфраструктурата на Сирия. Тези проекти са започнати чрез Административния съвет на Дамаск, за да се улесни достъпът до селските райони на града и да се насърчи разширяването на селското стопанство. През 1868 г. парламентът приема резолюция, която одобрява изграждането на коларски път от северния град Маара, на юг през Хама, Хомс, Баалбек и Анджар, за да се свърже с главния път Бейрут-Дамаск. Построени са и пътища от вътрешността до крайбрежието, които свързват Хомс и Триполи, Наблус и Сидон, Тибнин и Тир и Сук ал-Хан и Акре. Открит е и автомобилен път между Дамаск и Палестина, за да се улесни сухопътната търговия с Египет.  Освен това съществуващият маршрут Ерусалим–Наблус и крайбрежните пътища, които свързваха Газа с Яфа и Бейрут със Сидон, са ремонтирани. Рашид паша се опита да построи път през Сирийската пустиня, свързващ Дамаск с Багдад, но проектът се проваля. 
Голямо разширяване на телеграфната мрежа в Сирия е инициирано от Рашид паша и телеграфни служби са създадени във всички големи градове на провинцията. По негово нареждане европейските езици могат да се предават през телеграфната мрежа в допълнение към турския. Сирийският историк от 19-ти век Мохамед Хусни твърди, че Рашид паша е бил увлечен по телеграфа, прекарвайки часове в телеграфната служба, изпращайки и получавайки съобщения. По време на управлението на Рашид паша Абд ал Кадир ал Джазаири и други видни жители на Дамаск лобират пред британския консул в града, Ричард Бъртън, за да получат британска финансова подкрепа за голяма железопътна мрежа в Сирия. 

### Популяризиране на образованието и литературата
Арабският литературен ренесанс Нахда в Сирия датира от управлението на Рашид паша. Според Хъдсън Рашид паша, като модернист, проявява „личен интерес към разпространението на грамотността и изграждането на образователна инфраструктура“. С негова подкрепа са основани начални училища в Дамаск, Бейрут и Йерусалим. По време на неговото управление за първи път са публикувани провинциалният вестник Suriyya, и провинциалните салнамета (годишници), а също започват  да циркулират частните литературни списания. През 1868 г. Рашид паша разрешава възстановяването на Сирийското научно дружество - общество на сирийски предприемачи и покровители на литературата и изкуствата.

### Централизиране на хинтерланда
Рашид паша гледа на военното присъствие като на ключ към успеха на неговите инфраструктурни, административни и образователни инициативи. Една от ключовите му политики е разширяването на действителното административно управление и правоприлагането към вътрешността на Сирия. За тази цел той започна кампании за потискане на бедуинските племена в пустинните покрайнини. Бедуинската мобилност и грабежите на селскостопанските селища са основна причина за нестабилността в сирийската провинция и насърчава грабителството . Съгласуваните усилия срещу бедуините започват през 1863 г. при губернатора Фуад паша, което води до военна кампания с новонаборана армия от градски сирийци, екипирана с модерни пушки от Кримската война и нови укрепления между заселената провинция и сирийската пустиня. 

#### Северна и Централна Сирия
Два месеца след началото на мандата си Рашид паша подготвя кампания срещу алавитските кланове в крайбрежните планини източно от Латакия и Триполи, които масово избягват османска военна служба. Операциите се извършваха в продължение на месеци, докато правителствените власти и заповедите за наборна военна служба не са изпълнени в цялата планинска верига. През 1867 г. планинците-алауити използват отклоняването на имперските войски от Сирия към Крит, където е вдигнат бунт срещу османците и нападат околните села. Впоследствие Рашид паша подновява кампанията и възстановява контрола над планините. Заповедите за набор се изпълняват успешно, като през август 1868 г. алауитските шейхове информират Рашид паша, че успехът отчасти се дължи на освобождаването, издадено от неговия заместник-губернатор на Триполи, Хуршид паша, за множество наборници, които са били „несправедливо мобилизирани“ през 1866 г.  Успехът се приписва и на участието на местните алевитски лидери в надзора на наборната служба. През май 1870 г. алавитските кланове отказват да осигурят армейски новобранци и възобновяват набезите срещу близките села, което предизвиква мащабна кампания от Рашид паша, която води до ограбването и опожаряването на няколко села, арестуването и доживотния затвор на тринадесет алавитски шейхове, конфискуването на 8000 единици оръжие и набирането на 250 алауити. 
Също през 1866–1867 г. Рашид паша покорява бедуинските племена в източните провинции Хомс и Хама.  Той командва тези военни експедиции  и е подпомаган от губернатора на вилает Алепо чрез използването на телеграфна комуникация и наблюдение. През 1868 г. той установява армейски гарнизони в Палмира и други провинцилни градове, за да бъдат възпирани бедуинските нападатели, и принуждава племената от Северна Сирия да се бият редом с неговите сили в кампаниите му срещу южните племена през същата година.

#### Хауран
В Хауран усилията на Рашид паша за модернизация и централизация отчасти се състоят в спечелване на подкрепата на селските фракции. Конкуриращите се и често враждуващи групи се състоят от бедуинските племена, планинските шейхове на друзите и предимно мюсюлманските селски шейхове от равнините, всички от които като цяло гледат на османското правителство като на чужда власт, чиято единствена цел е да облага с данъци и да мобилизира мъжете им. Рашид паша се опита да убеди селските фракции, че земите, в които живеят, притежават достатъчно ресурси и че е взаимно изгодно за фракциите и правителството съвместно да експлоатират земята. Той твърди, че единният фронт на жителите и държавата може ефективно да противодейства на нарастващата европейска намеса в делата на региона. Британският консул в Дамаск Ричард Ууд пише, че усилията на Рашид паша се стремят да внушат на жителите на провинцията „чувство за общност на материални, социални и политически интереси – национален дух, всъщност, за който правителството ще се счита за най-висшият израз“. 
Рашид паша разширява прякото управление в равнината Хауран, която е основният зърнопроизводителен регион на Сирийския вилает, определяйки го като санджак под управлението на Камил паша като мутасариф. Той слага край на спирането на доставките на зърно от страна на селяните в знак на протест срещу правителствения монопол, установен от Асад Мухлис паша и присъствието на императорските войски в Хауран, като предлага на селяните данъчни отстъпки; той обаче отказва да изтегли правителствените войски. През декември 1866 г. Рашид паша се срещна с могъщия друзки шейх Исмаил ал-Атраш в Дамаск и го назначи за мудир (подобластен управител) на Джабал ал-Друз, планинската област на източен Хауран. Той също така разпределя подходящи пасища за стадата на бедуинските племена Рувалах и Улд Али, и двете основни съперници на клановете на друзите и селяните от Хауран. Назначаването на Ал-Атраш дразни друзките му съперници от клановете Бани Амер и Ал Хамдан. През юни 1868 г. последните се съюзяват с бедуинското племе Сулут от Ладжат, безплодна и беззаконна област на север от Джабал ал-Друзе, срещу Бани ал-Атраш. За да предотврати конфликта, Рашид паша организира среща на враждуващите страни и реорганизира Джабал ал-Друз в кадийство в Хауран, администриран от съвет, ръководен от каймакам.  Новото кадийство е разделено на четири нахии (подрайони) въз основа на границите на съществуващата Друз машайха ( шейхства).

#### Балка
През 1867 г. Рашид паша ръководи плановете за установяване на държавен контрол над Балка, регион на Трансйордания, простиращ се между Вади Муджиб на юг до река Зарка на север. Преди управлението на Рашид паша, османците не са в състояние да облагат Балка с данъци поради непрекъснатите бедуински набези. Въпреки изобилието от плодородни равнини в региона, липсват постоянни селища, освен крепостния град ал-Салт.  Селяните обработват равнините на Балка чрез споразумения с бедуинските племена за изнудваща защита и рекет, известни като khuwwa, при които последните получават дял от реколтата в замяна на това, че не безпокоят селяните. Рашид паша се опита да сложи край на тази традиционна договореност и да получи просрочени данъци, да създаде административен орган над региона и да принуди бедуинските племена (Адуан, Сардия, Бани Сахр и Сирхан) да се подчинят на държавната власт.
Рашид паша вече е осигурил държавната власт в Хауран и е привлякъл подкрепа за планираната експедиция на Балка от равнините на Хауран, друзките шейхове и бедуинските племена, а именно Рувалах, Улд Али и Бани Хасан. Рашид паша лично ръководи правителствените експедиции в Балка. Той тръгва да покорява района начело на три пехотни батальона, девет редовни и нередовни кавалерийски ескадрона и лека артилерия. Размерът на тази сила принуждава мюсюлманите и християните от ал-Салт да изоставят съюза си с лидера на Адуан, Дияб ал-Хумуд, и да се подчинят на Рашид паша; той мирно влиза в града на 17 август и принуждава бедуините да се оттеглят на юг към Хисбан. В ал-Салт Рашид паша установява кадийството Балка с избран съвет от местни знатни лица, ръководен от назначен кюрдския каймакам от Дамаск Фарис Ага Кудру. Рашид паша ремонтира крепостта на града, която е силно повредена по време на селското въстание от 1834 г. и я превръща в казарма.  Той конфискува огромни количества зърно и добитък от ал-Салт и околностите му вместо просрочените данъци; стойността на тази конфискация възлиза на три милиона пиастри.
На 30 август Рашид паша преследва членовете на племето Адуан и в последвалата четиричасова битка Адуан губи петдесет души и се оттегля на юг към ал-Карак. Дияб ал-Хумуд се предава на Рашид паша в Наблус през октомври 1867 г. Според историка Юджийн Роугън "кампанията на Рашид паша представлява безпрецедентно османско нахлуване в Йордания". Към 1868 г. базираното в Ирбид кадийство Аджлун, част от санджак Хауран, и базираното в ас-Салт кадийство Балка, част от санджак Наблус, са официално записани като административни единици.  По-късно през 1868 г. Рашид паша започва усилия да установи кадийство с център Маан, укрепен град-оазис на юг от Балка. Рашид паша подава петиция до Високата порта да одобри мярката, но тя не е приложена до 1872 г. по време на управлението на неговия наследник Абдулетиф Субхи паша. 
През лятото на 1869 г. бедуините от Адуан и Бани Сахр, традиционни съперници, обединяват сили, за да оспорят утвърждаването на държавното управление на Рашид паша. Те нахлуват в село ал-Рамта в Хауран, което кара Рашид паша да започне широкомащабна кампания срещу тях в отговор на бедуинското предизивикатекство към държавната власт и административните реформи във вътрешността на Сирия. Рашид паша довежда със себе си британския и френския консул като наблюдатели на военната експедиция, която в две колони провежда няколко нападения в клещи срещу двете племена.Последните са притиснати в дълбокото дефиле на Уади Уала, където плащат откуп от 225 000 пиастъра като компенсация за разходите по експедицията. Роган заявява, че „ако първата експедиция в Балка въведе пряко османско управление, то втората кампания потвърди, че османците са в Йордания, за да останат там“. 

#### Южна Палестина
Рашид паша се опитва да принуди номадските бедуини от Южна Палестина да уседнат. За тази цел той издава заповеди на бедуините в пустинята около Газа да заменят палатките си с колиби, които бедуините смятат за екзистенциална заплаха за техния начин на живот. Петнадесетте войници, изпратени да наложат заповедта, са убити от племето Тияха, което кара Рашид паша да изпрати наказателна експедиция срещу племето. Тя конфискува всичките стада овце и камили на Тияха и ги продава на селяните в Йерусалим. Впоследствие бедуините получават защитата на Исмаил паша, автономен хедив (вицекрал) на Египет, който предотвратява по-нататъшните опити на Рашид паша да засели племената.

### Кооптиране наагавата
Едно от първите действия на Рашид паша като управител е арестуването на Мохамед Саид ага (син на Шамдин ага), могъщ кюрдски дамаскински ага (командир на нередовни войски, агават). Агаватът има значително влияние в Дамаск и доминира отношенията между града и неговите околности.  Затварянето на Мохамед Саид от Рашид паша е проява на неговите усилия за централизиране. Въпреки това, той в крайна сметка решава да кооптира агаватите, като ги наема да помогнат за централизацията на вътрешните райони на провинцията. Съответно през 1867 г. той освобождава Мохамед Саид и му възлага да помогне в ръководството на експедицията в Балка. В допълнение към Мохамед Саид, други кюрдски аги, а именно Махмуд Ага Аджилякин и Ахмад Ага Бузу, също са назначени в експедицията в Балка и всеки от тях е назначаван в администрацията на емир ал-Хадж в даден момент по време на управлението на Рашид паша. През втората половина на мандата на Рашид паша друг ага на Дамаск, Хаулу ага ал-Абид, е назначен за каймакам на Хауран.

### Уволнение
Рашид паша е отзован от Дамаск веднага след смъртта на своя ментор великия везир Али паша през септември 1871 г. Новият велик везир Махмуд Недим паша назначава по-консервативния Абдулатиф Субхи паша на мястото на Рашид. Според Спаньоло, "администрацията и почтеността на Рашид паша го накараха да бъде запомнен като един от най-добрите османски управители на Сирия". 

## Министър на външните работи
На 11 март 1873 г. Рашид паша е назначен за министър на благоустройството в правителството на великия везир Ахмед Есад паша. Промените в правителството през този период са чести и на 15 май кабинетът, ръководен от великия везир Мехмед Рушди паша, е преработен и Рашид паша заменя Сафет паша като министър на външните работи.
По време на войната в Ачех между султаната Ачех и Холандската Източна Индия, предшественикът на Рашид паша уверява френските, британските, руските, германските и австрийските посланици, че османците няма да се намесят в конфликта независимо от усилията на политиците от Ачех да получат османска подкрепа от Истанбул. В началото на юни 1873 г. Рашид паша информира главния застъпник на Ачех, Абдурахман аз-Захир, че Ачех е твърде отдалечен от империята, за да предизвика намеса. След като общественият натиск за подпомагане на ачехенците е възбуден от публикуването на два фермана от 1567 и 1852 г., признаващи Ачех за османска суверенна територия, кабинетът е свикан на 13 юни. Повечето от министрите отхвърлят ферманите като проявление на религиозна, а не политическа връзка. Рашид паша се изказва в полза на официален протест срещу холандското правителство и признаване на императорско достойнство за султана на Ачех Алаудин Махмуд Сиях II.  През юли Рашид паша получава документи, подписани от султана на Ачех и неговите заместници, подчиняващи страната на османски суверенитет и призоваващи за изпращане на управител, който да бъде назначен от Високата порта. Въпреки че писмото предизвика отговор от султан Абдулазиз (1861–1876 ), натискът от страна на европейските правителства ограничава отговора му само до писмо до холандците, предлагащо посредничество в конфликта и по-късно официално предупреждение срещу холандските действия в Ачех, както и признаване на имперска титла за Абдурахман аз-Захир през декември. 
През 1873 г. османските войски от Йеменския вилает са разположени в южните арабски султанати Лахдж и Хаушаби, и двата част от британския протекторат Аден, но обявени за суверенна територия на османския султан. Султанът на Лахдж твърди, че османското присъствие е нежелано, но неговият брат е призовал османците да се намесят от негово име при спор с жител на султаната.  Британският посланик в Истанбул подава петиция до Високата порта да принуди войските на йеменския губернатор да се оттеглят и информира Рашид паша, че Великобритания поддържа договор с южноарабските султанати и възразява срещу османската намеса. Въпреки че Рашид паша инструктира губернатора на Йерусалим Камил паша да проучи ситуацията в Йемен и да попречи на йеменския губернатор да предприеме действия срещу племена, претендиращи за британска защита, посланикът твърди, че подобни обещания са безсмислени и че Рашид паша го е накарал да "разхожда". В компромисно предложение на 26 януари 1874 г. Рашид паша съобщава на британците, че Високата порта „няма да компрометира [своя] суверенитет над Лахдж, но няма да се намесва в договорните задължения между шейховете и други“ и че присъствието на имперски османски войски в Йемен е „по право“, тъй като „Арабия е люлката на исляма; султанът е халифа на пророка ; той има права и задължения по отношение на Светите градове [Мека и Медина ]“.
На 12 май 1874 г. Рашид паша отправя официално искане към британците за прекратяване на протекцията на евреите ашкенази в Сирия и Палестина. През 1850 г. около 1000 евреи получават британска закрила, а броят им продължава да нараства през следващите десетилетия.  Въпреки че като цяло признават, че османското имперско правителство е сред най-религиозно толерантните в света, евреите ашкенази, които се заселват на османска територия, нямат доверие в местните служители, за които се знае, че са корумпирани или некомпетентни, и предпочитат европейската защита. Според договорите за капитулация с Високата порта, европейските правителства могат да използват сила, ако техните граждани или протежета са наранени, въпреки че на практика консулските предупреждения към местните служители се оказват достатъчни. Отначало османското правителство предпочита системата за защита, тъй като тя повишаваше сигурността на чужденците и насърчава търговията, като същевременно спасява османците от отговорностите за сигурността на чуждите граждани. В началото на 1850 г. османското правителство започва да разглежда капитулациите като унизителна намеса в суверенните му дела. При предаването на целите на Високата порта да убеди чуждестранните евреи да придобият османско гражданство и да откаже правото на защита на европейските сили, Рашид паша информира британците, че „времената са се променили... протекцията се е превърнала в остаряла институция... плодотворен източник на неприятности и спорове“. 
По-късно през май 1874 г. Ахмед Арифи паша е назначен за външен министър.  След това Рашид паша е изпратен във Виена, за да служи като посланик в Австро-Унгария.   Рашид паша е преназначен за министър на външните работи в правителството на великия везир Махмуд Недим паша през ноември 1875 г., заменяйки Сафет паша. 

## Смърт
На 15 юни 1876 г. по време на среща на висши служители на кабинета в истанбулската резиденция на Мидхат паша Рашид паша е застрелян с револвер от Черкес Хасан бей, черкезкият зет на султан Абдулазиз. Хасан бей очевидно е бил мотивиран от отмъщение към военния министър Хюсеин Авни паша, който съшо е убит.   Рашид паша загива в последвалата схватка, заедно със слугата Ахмад ага. Докато Хасан бей бяга от местопроизшествието, жандармеристите и редовните войски започват престрелка, в която двама войници са убити преди Хасан бей да бъде задържан. След кратък процес той е обесен на 17 или 18 юни.  Мотивите на Хасан бей са огорчение от неговото уволнение и преназначаване в Багдад, самоубийството на султан Абдулазиз през май 1876 г., както и смъртта на сестра му Несрин Кадън по време на раждане по същото време.